# Nyctunguis mirus
Nyctunguis mirus är en mångfotingart som beskrevs av Chamberlin 1923. Nyctunguis mirus ingår i släktet Nyctunguis och familjen småjordkrypare. Inga underarter finns listade i Catalogue of Life.